# Porcellio intermedius
Porcellio intermedius är en kräftdjursart som beskrevs av Schmoelzer 1953. Porcellio intermedius ingår i släktet Porcellio och familjen Porcellionidae. Inga underarter finns listade i Catalogue of Life.